# Беллмід (Техас)
Беллмід (англ. Bellmead) — місто (англ. city) в США, в окрузі Макленнан штату Техас. Населення — 10 494 особи (2020).

## Географія
Беллмід розташований за координатами 31°36′5″ пн. ш. 97°5′21″ зх. д. / 31.60139° пн. ш. 97.08917° зх. д. (31.601427, -97.089042).  За даними Бюро перепису населення США в 2010 році місто мало площу 17,82 км², з яких 17,69 км² — суходіл та 0,13 км² — водойми.

## Демографія
Згідно з переписом 2010 року, у місті мешкала 9901 особа в 3425 домогосподарствах у складі 2414 родин. Густота населення становила 556 осіб/км².  Було 3751 помешкання (210/км²).
Расовий склад населення:
| - 56,5 % — білих - 17,5 % — чорних або афроамериканців - 1,0 % — корінних американців - 0,7 % — азіатів - 21,4 % — осіб інших рас |

До двох чи більше рас належало 2,9 %. Частка іспаномовних становила 37,8 % від усіх жителів.
За віковим діапазоном населення розподілялося таким чином: 30,5 % — особи молодші 18 років, 59,4 % — особи у віці 18—64 років, 10,1 % — особи у віці 65 років та старші. Медіана віку мешканця становила 31,6 року. На 100 осіб жіночої статі у місті припадало 98,5 чоловіків;  на 100 жінок у віці від 18 років та старших — 96,9 чоловіків також старших 18 років.
Середній дохід на одне домашнє господарство  становив 45 051 долар США (медіана — 34 358), а середній дохід на одну сім'ю — 49 822 долари (медіана — 37 029). Медіана доходів становила 33 483 долари для чоловіків та 25 678 доларів для жінок. За межею бідності перебувало 29,7 % осіб, у тому числі 47,0 % дітей у віці до 18 років та 18,8 % осіб у віці 65 років та старших.
Цивільне працевлаштоване населення становило 3878 осіб. Основні галузі зайнятості: освіта, охорона здоров'я та соціальна допомога — 21,8 %, виробництво — 16,2 %, будівництво — 12,6 %, мистецтво, розваги та відпочинок — 12,4 %.